# Grouft-Tunnel
Der Grouft-Tunnel (luxemburgisch Tunnel Grouft) ist ein Autobahntunnel mit zwei baulich getrennten Röhren im Verlauf der luxemburgischen Autoroute 7 (auch als Nordstrooss bezeichnet). Er wurde 2012 in Betrieb genommen.
Wie in den anderen luxemburgischen Autobahntunneln auch gilt eine Geschwindigkeitsbegrenzung von 90 km/h, die mittels Streckenradar überwacht wird.

## Lage
Der Tunnel Grouft verläuft in einem relativ weiten Bogen auf dem Gebiet der Gemeinde Lorentzweiler und verbindet das Plateau Haeschtreferbierg im Süden mit dem Tal der Alzette am nördlichen Tunnelausgang.
Das Gefälle zwischen den beiden Tunnelportalen beträgt 4,63 %. Aus diesem Grund wurden in der Röhre Fahrtrichtung Plateau de Kirchberg insgesamt drei Fahrspuren gebaut, während die Röhre in Gegenrichtung nur über zwei Fahrspuren verfügt.
Mit einer Länge von 2966 Metern ist er der längste Tunnel in Luxemburg.

## Bau und Kosten
Die Bauarbeiten begannen am 14. Februar 2005, der Durchstich erfolgte am 4. Dezember 2006 in Anwesenheit von Großherzog Henri.
Die Gesamtkosten für den Bau des Tunnels beziffert die luxemburgische Straßenbauverwaltung Administration des Ponts et Chaussées auf 171.226.416,40 EUR. Damit ist er auch der teuerste luxemburgische Straßentunnel.